# SM-65C Atlas

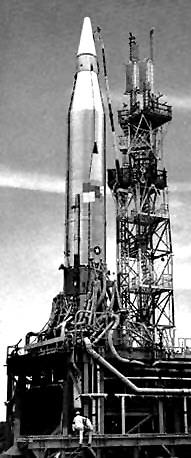
Atlas C aguardando lançamento (USAF)

O SM-65C Atlas, ou Atlas C foi um protótipo do míssil Atlas. Voou pela primeira vez em 24 de dezembro de 1958, o Atlas C foi a versão final de desenvolvimento do foguete Atlas, antes da operação Atlas D. Ele foi originalmente planejado para ser usado como o primeiro estágio do foguete Atlas-Able, mas após uma explosão durante um teste estático em 24 de setembro de 1959, este foi abandonado em favor do Atlas D.
Foram realizados seis voos. Todos foram voos suborbitais de teste do Atlas como um míssil balístico intercontinental, com três testes efetuados com sucesso e três falhas.
Todos os lançamentos do Atlas C foram realizados a partir da Estação da Força Aérea de Cabo Canaveral, no complexo de lançamento 12.